# Cucutacola nigra
Cucutacola nigra is een hooiwagen uit de familie Manaosbiidae.